# خیمنز لای
خیمنز لای (انگلیسی: Jimenez Lai؛ زادهٔ ۲۱ مارس ۱۹۷۹) معمار کانادایی-تایوانی و استاد دانشگاه کالیفرنیا، لس‌آنجلس است. او در سال ۲۰۰۸ «بیرو اسپکتکیولر» (به انگلیسی: Bureau Spectacular) را به همراه شریکش خوآنا گرنت بینان گذاشت. او پیشتر استاد دانشگاه ایلینوی در شیکاگو نیز بوده‌است. از آثار او می‌توان به تندیس فیل سفید اشاره کرد.

## آثار ساخته‌شده
- Tower of Twelve Stories Installation / Coachella Valley Music Festival / Coachella, CA. 2016
- White Elephant (Privately Soft) Installation / Land of Tomorrow (LoT) / Louisville, KY. 2011
- The Briefcase House Super Furniture / Chicago, IL. 2010.
- Point Clouds Installation / Extension Gallery / Chicago, IL. 2009.
- Phalanstery Module Installation / Materials & Applications / Los Angeles, CA. 2008